# 约翰尼·利奇
约翰·艾尔弗雷德·利奇，MBE（英語：John Alfred Leach，1922年11月20日—2014年6月5日），出生于埃塞克斯郡達格納姆，英国前男子乒乓球运动员。他曾在世界乒乓球锦标赛上获得3枚金牌、5枚银牌和8枚铜牌。